# Элакала
Элакала (англ. Elakala Falls) — каскад из четырёх водопадов на реке Шейс-Ран в парке Блэкуотер-Фолс, округ Такер, штат Западная Виргиния, США. Водопады изливаются в каньон Блэкуотер.
Водопады, особенно первый, пользуются большой популярностью у туристов и фотографов. Первый водопад имеет высоту 10,7 метра, к нему проложена специальная тропа, поэтому добраться до него не представляет никаких сложностей. До остальных трёх водопадов официальных троп не проложено. Второй имеет высоту всего 4,6 метра, до него добраться сложнее. Третий имеет высоту 12,2 метра, до него добраться ещё сложнее. Четвёртый имеет высоту 6,1 метра, к нему могут спускаться только специально подготовленные люди в связи с большой опасностью такого путешествия: полное отсутствие троп, узкие скальные карнизы и пр.
О происхождении названия Элакала существуют несколько легенд, связанных с коренными жителями этих мест, но установить достоверность хоть какой-либо из них не представляется возможным.